# Jean-Michel Dupont
Œuvres principales
Love in Vain
Les Gueules rouges
Kiss the Sky
Jean-Michel Dupont, né le 21 janvier 1956 à Valenciennes, est un scénariste de bande dessinée. Il est notamment l'auteur, avec le dessinateur Mezzo, des romans graphiques Love in Vain et Kiss the Sky. .

## Biographie
Jean-Michel Dupont est un ancien journaliste, spécialisé dans le rock, le cinéma et les séries télévisées. Il a également travaillé dans la communication.
En 2004, il signe la conception éditoriale de l’exposition La Commune de Paris à l’Hôtel de Ville, présentée par Les Amies et Amis de la Commune de Paris 1871 et la Mairie de Paris.
En 2005, il écrit un roman, L’Heure blême (Éditions Le Manuscrit), histoire d’un road-trip en corbillard, entre Paris et Lisbonne.
En 2009, sous le pseudonyme de J.-M Goum, il publie chez Casterman son premier roman graphique, Les Nuits assassines,, un polar fantastique dessiné par le Coréen Byun Ki-hyun.

### Love in Vain
En 2014, avec le dessinateur Mezzo, il sort Love in Vain (Glénat), portrait du bluesman Robert Johnson et chronique de la vie quotidienne dans le Mississippi ségrégationniste des années 1930. L'ouvrage est bien accueilli par Augustin Trapenard dans Le Grand Journal de Canal+ qui présente Love in Vain comme « la meilleure BD de la rentrée littéraire », tandis que Jean-Claude Loiseau, dans Télérama, le juge « magistral ». Salué par de nombreux médias généralistes, comme France Inter, France Info, Libération, Le Figaro, ou encore Le Monde qui l’inclut dans sa short-list des huit meilleurs romans graphiques de l’année, l’ouvrage est également présenté favorablement dans Soul Bag.
En 2015, Love in Vain reçoit le Prix des Libraires de Bande Dessinée  et le Prix Littéraire des Lycéens d’Île-de-France(93). La même année, à Angoulême, Jean-Michel Dupont est commissaire et rédacteur de l’exposition Le Démon du blues qui s’intéresse au traitement visuel de l’univers du blues dans la bande dessinée. Outre le travail de Mezzo pour Love in Vain, y sont présentées des planches et des illustrations de Robert Crumb, Steve Cuzor et Frantz Duchazeau,.
Dans la foulée, Love in Vain est traduit en plusieurs langues, notamment en anglais. Pour la parution de l’édition anglaise, chez Faber & Faber, Greil Marcus, critique rock, propose une chronique favorable sur l’ouvrage dans The New York Review of Books : « C’est un travail d’érudits du blues qui savent aussi donner la part belle à leur imagination (…) Avec leur approche poétique, Mezzo et Dupont en disent plus sur la violence du monde raciste dans lequel vivait Robert Johnson que d’autres livres plus factuels ». D'autres magazines musicaux réservent un accueil positif : Blues Blastet DownBeat, ainsi que par The Clarion-Ledger.
En 2017, Jean-Michel Dupont et Mezzo partent dans le Mississippi], sur les traces de Robert Johnson, pour y tourner Mississippi Ramblin’, un documentaire réalisé par Nicolas Finet. Le film est présenté au Clarksdale Blues Film Festival et au New Orleans French Film Festival.

### Les Gueules rouges
La même année, Jean-Michel Dupont signe Les Gueules rouges (Glénat) avec le dessinateur Eddy Vaccaro. Située en 1905, dans Nord de la France, l’intrigue raconte une rencontre imaginaire entre des mineurs de charbon et des Indiens du cirque de Buffalo Bill. Sorte de western au pays de Germinal, Les Gueules rouges est aussi une chronique sociale et politique dont la précision documentaire est signalée dans L'Histoire et sur France Culture par Pascal Ory qui qualifie l’ouvrage de « émotionnellement et historiquement fort ». De son côté, Pierre Serna en fait l'éloge dans L'Humanité.
À la cérémonie des Étoiles du journal Le Parisien en 2017, l'album est déclaré « BD de l'année », Les Gueules rouges reçoit également le Prix Littéraire des Lycéens d’Île-de-France (78),. L’ouvrage figure par ailleurs en sélection du Prix Château de Cheverny de la bande dessinée historique, du Prix Première de la RTBF et du Prix du Jury œcuménique de la bande dessinée.
À Valenciennes, où se déroule l’intrigue des Gueules rouges, la mairie présente Valenciennes 1905 : des Indiens dans la ville, une exposition dont Jean-Michel Dupont assure le commissariat et la conception éditoriale. En regard des planches d’Eddy Vaccaro, y sont notamment montrés des vestiges du passage de Buffalo Bill dans la ville, exhumés des archives municipales, ainsi qu’une évocation de la vie quotidienne des mineurs au début du XXe siècle, réalisée avec le concours du Centre historique minier de Lewarde.
Toujours en 2017, Jean-Michel Dupont réalise l’adaptation de la traduction française du troisième volet de Hip Hop Family Tree (Papa Guédé), la saga de l’Américain Ed Piskor. Deux ans plus tard, en 2019, il est aussi traducteur du quatrième volet.
En 2019 et 2020, Jean-Michel Dupont est membre du jury du Prix « Bulles d’Humanité », présidé par l’historien Pierre Serna et qui récompense la meilleure BD citoyenne de l’année.
En 2021, avec le dessinateur Roberto Baldazzini, il signe Sweet Jayne Mansfield, roman graphique consacré à Jayne Mansfield, sex-symbol du cinéma hollywoodien. L’ouvrage est publié par Glénat, dans la collection 9½ et préfacé par Jean-Pierre Dionnet qui le présente sur France Culture en ces termes : « Un ouvrage quasiment vital qu'il faut absolument lire ». Paris Match se montre également favorable, ainsi que l'édition française de Rolling Stone. Antoine de Caunes, quant à lui, juge l'ouvrage « remarquable » et reçoit les auteurs dans son émission Popopop sur France Inter, tout comme Anne-Laure Gannac en Suisse sur la RTS, tandis que le critique BD Mathieu Van Overstraeten en fait l'éloge dans sa chronique sur la RTBF.

### Kiss the Sky
En octobre 2022, Jean-Michel Dupont retrouve le dessinateur Mezzo pour Kiss the Sky (Glénat), portrait en deux parties consacré à Jimi Hendrix, et dont le premier volet, préfacé par Nick Kent, raconte l'enfance tragique du guitariste et son difficile apprentissage de musicien professionnel. À sa sortie, il est présenté par Le Monde et France Inter comme l'un des événements BD de la rentrée,. Sur France Info, Jean-Christophe Ogier salue son « lyrisme noir » et « des cases qui suintent le blues, le rock et le désir » tandis que sur la RTBF, Thierry Bellefroid évoque une « énergie créatrice absolument fascinante ». Un avis partagé dans L'Humanité par Pierre Serna en ces termes : « Par-delà le choc esthétique et la puissance du récit, ce qui frappe, c’est l’ampleur du défi intellectuel et la somme de travail déployée par les deux auteurs ». Pour Daniel Couvreur dans Le Soir : « Kiss the Sky joue au lecteur un blues de riffs tourmentés où la guitare trouve la force de chasser les brumes violettes du désespoir » et sous la plume de Jean-Samuel Kriegk, on peut lire dans Blast : « Cette bande dessinée que l’on lira et relira dans les années qui viennent nous permettra de remettre à chaque fois les compteurs à zéro et de garder en mémoire Jimi Hendrix dans sa sainteté originelle ». Kiss the Sky est aussi présenté favorablement par Arte qui lui consacre un reportage ainsi que par France 2, France Culture, Europe 1, RFI, la RTS, Télérama, Elle, Marianne et Les Échos. Avis favorable également dans la presse et les radios musicales, notamment Rolling Stone, Rock & Folk, Jazz Magazine, Soul Bag, Guitar Part, Fip, France Musique, Radio Nova, TSF Jazz, et Oui FM, tout comme dans la presse BD, notamment DBD, Casemate, Les Cahiers de la bande dessinée, Comixtrip, Zoo le Mag, Planète BD et BD Gest.
La musique qui illustre le clip promotionnel de Kiss the Sky est signée et interprétée par les auteurs, Jean-Michel Dupont (guitare) et Mezzo (basse), accompagnés à la batterie par Michel Seban.
Un mois après sa parution en France, Kiss the Sky est sorti en version néerlandaise. Il a reçu notamment les éloges des quotidiens belges flamands De Morgen et De Standaard.
Le livre a reçu l'Elvis d'or 2023, prix initié par Philippe Manœuvre et l'éditeur Hervé Desinge qui récompense chaque année la meilleure BD rock.

## Œuvres

### Roman
- L’Heure blême (Le Manuscrit, 2005)

### Bande dessinée
- Les Nuits assassines (sous le pseudonyme de J.-M Goum), dessins de Byun Ki-yun (Casterman, 2009)
- Love in Vain, dessins de Mezzo (Glénat, 2014)
- Les Gueules rouges, dessins de Eddy Vaccaro (Glénat, 2017)
- Sweet Jayne Mansfield, dessins de Roberto Baldazzini (Glénat, 2021)
- Kiss the Sky - Volume 1, dessins de Mezzo (Glénat, 2022)

### Traducteur
- Hip Hop Family Tree - Tome 3, de Ed Piskor (Papa Guédé, 2017) (adaptation)
- Hip Hop Family Tree - Tome 4, de Ed Piskor (Papa Guédé, 2019) (traduction / adaptation)[37]

## Distinctions
- 2015 : Prix des Libraires de Bande Dessinée pour Love in Vain[79]
- 2015-2016 : Prix Littéraire des Lycéens d’Île-de-France (93) pour Love in Vain[18]
- 2017 : Prix « Les Étoiles du Parisien » (meilleure BD) pour Les Gueules rouges[30]
- 2017-2018 : Prix Littéraire des Lycéens d’Île-de-France (78) pour Les Gueules rouges[31]
- 2023 : Elvis d'Or (meilleure BD rock) pour Kiss the Sky [78]

## Expositions
- 2004 : La Commune de Paris à l’Hôtel de Ville (conception éditoriale) – Paris, Hôtel de Ville[3]
- 2015 : Le Démon du blues (commissariat d’exposition et conception éditoriale) – Théâtre d’Angoulême[19]
- 2017 : Valenciennes 1905 : Des Indiens dans la ville (commissariat d’exposition et conception éditoriale) – Bibliothèque de Valenciennes[36]